# Mary Eaton

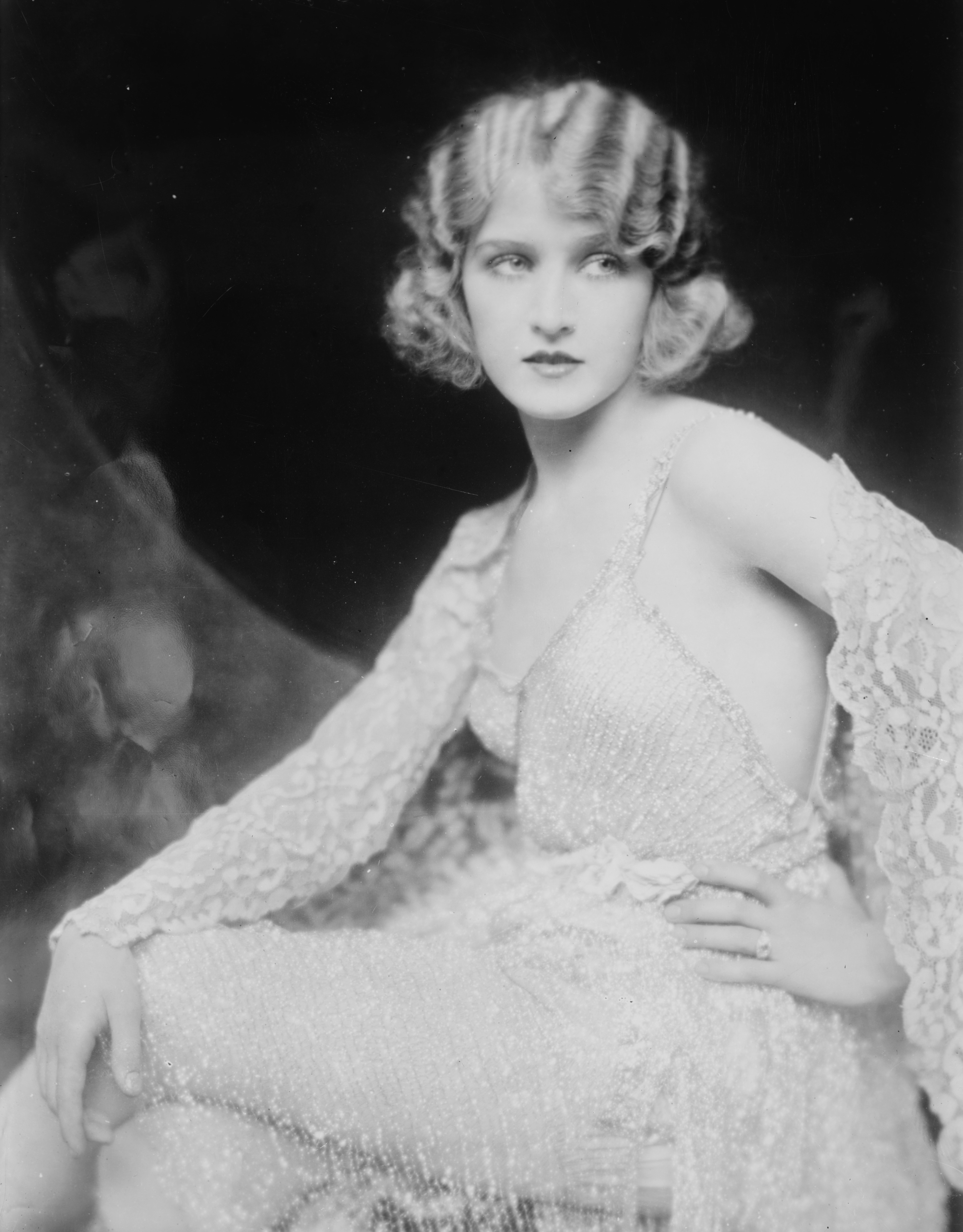
Mary Eaton

Mary Eaton (* 29. Januar 1901 in Norfolk, Virginia; † 10. Oktober 1948 in Hollywood, Kalifornien) war eine US-amerikanische Schauspielerin und Tänzerin.

## Leben
Eaton gelangte als Sängerin, Tänzerin und Schauspielerin in den 1910er- und 1920er-Jahren zu Berühmtheit. Im Jugendalter war sie dabei noch häufiger an der Seite ihrer Geschwister zu sehen. Großen Erfolg hatte sie in der jährlich stattfindenden Broadway-Revue Ziegfeld Follies von Florenz Ziegfeld junior, für die sie insgesamt fünfmal als einer der Stars verpflichtet wurde. In einem Nachruf auf sie heißt es, dass sie sich dadurch „zur Berühmtheit tanzte“.
Ihre Karriere im Filmgeschäft umfasst nur sechs Filme. Darunter heute noch am bekanntesten ist die Marx-Brothers-Komödie The Cocoanuts aus dem Jahr 1929, in der sie die weibliche Hauptrolle hatte. Ihr darauffolgender Film, das aufwendig produzierte Musical Glorifying the American Girl, geriet mit ihr als Hauptdarstellerin zu einem Flop und beendete ihre Filmkarriere praktisch über Nacht.
Eaton war dreimal verheiratet, darunter bis zu ihrem Tod mit ihrem britischen Schauspielkollegen Eddie Laughton. Ihre Geschwister Doris, Joseph, Charles und Pearl Eaton waren ebenfalls Schauspieler und standen häufiger gemeinsam mit ihr auf der Bühne. Am 10. Oktober 1948 starb Mary Eaton 47-jährig nach längerer Krankheit an einem Herzinfarkt.

## Filmografie
- 1923: His Children’s Children
- 1924: Ralphs nächtliche Abenteuer (Broadway After Dark)
- 1928: Two Masters
- 1929: The Cocoanuts
- 1929: Glorifying the American Girl
- 1942: We’ll Smile Again